# Kazimierz Drzazga
Kazimierz Drzazga (ur. 5 maja 1951 w Ostrołęce) – polski związkowiec, urzędnik samorządowy i polityk, działacz opozycji demokratycznej w okresie PRL.

## Życiorys
Ukończył Wyższą Szkołę Administracji Publicznej w Szczecinie (2002) oraz historię na Uniwersytecie Szczecińskim (2004).
Pracę zawodową podjął w 1971 w ostrołęckiej elektrowni, później zatrudniony w Jednostce Wojskowej w Mrągowie. Od 1973 do 1989 pracował jako mechanik i kontroler w Zakładach Chemicznych Police. W sierpniu 1980 uczestniczył w protestach w swoim miejscu pracy, we wrześniu tego samego roku dołączył do „Solidarności”. Po wprowadzeniu stanu wojennego wszedł w skład kierownictwa Podziemnego Podregionu Nadodrza. Zajmował się organizacją pomocy osobom represjonowanym i członkom ich rodzin, współpracował przy redakcji i dystrybucji wydawnictw niezależnych. W 1988 został członkiem tymczasowego zarządu „Solidarności” Regionu Pomorza Zachodniego.
Po przemianach ustrojowych kierował związkiem w ZCh Police (do 1991), następnie do 1999 był komendantem straży miejskiej. Później zatrudniony w urzędzie gminy, ZCh Police oraz Zarządzie Morskich Portów Szczecin i Świnoujście. Działacz Wspólnoty Polskiej, Stowarzyszenia Osób Represjonowanych w Stanie Wojennym w Szczecinie i Akcji Katolickiej.
W 2001 był współzałożycielem Prawa i Sprawiedliwości, wszedł w skład rady politycznej tej partii. W 2002 jako kandydat PiS kandydował bez powodzenia do rady powiatu polickiego z listy PO. W 2006 z ramienia PiS został wybrany na radnego powiatu. W wyborach w 2010 uzyskał mandat radnego sejmiku zachodniopomorskiego. W 2014 z powodzeniem ubiegał się o reelekcję. Powoływany na wiceprzewodniczącego sejmiku IV i V kadencji. W 2011 i 2019 bezskutecznie kandydował do Sejmu, a w 2015 do Senatu.

## Odznaczenia
Odznaczony Krzyżem Kawalerskim (2008) i Oficerskim (2022) Orderu Odrodzenia Polski, a w 2016 Krzyżem Wolności i Solidarności.